# Svalbergets naturreservat
Svalbergets naturreservat är ett naturreservat i Åtvidabergs kommun i Östergötlands län.
Området är naturskyddat sedan 2018 och är 20 hektar stort. Reservatet ligger på Svalberget som når 125 meter över havet. Det består av hällmarksskog av tall på höjderna och granskog i sluttningarna mot norr.